# Otolemur
Otolemur Coquerel, 1859  è un genere di primati strepsirrini della famiglia Galagidae. Vengono chiamati comunementi otolemuri.

## Tassonomia
Al genere sono ascritte le seguenti tre specie:
- Otolemur crassicaudatus É. Geoffroy, 1812 - galagone gigante bruno
- Otolemur garnettii Ogilby, 1838 - galagone gigante settentrionale
- Otolemur monteiri Bartlett, 1863 - galagone gigante argentato

## Descrizione
Come suggerito dal nome comune, questi animali hanno dimensioni relativamente maggiori rispetto agli altri galagidi: hanno inoltre aspetto meno "scimmiesco" (muso allungato e ricoperto di pelo, occhi di dimensioni medio-piccole, orecchie larghe ed appuntite). La coda è completamente ricoperta di pelo folto e lanoso.
Emettono un suono cupo, simile al verso del piccione: per questo motivo, non vengono generalmente chiamati dagli anglofoni bushbaby come gli altri galagoni, che emettono versi simili a vagiti di bambini, bensì ci si riferisce solitamente a questi animali come galago.